# Thuần Hưng
Thuần Hưng là một xã thuộc huyện Khoái Châu, tỉnh Hưng Yên, Việt Nam.

## Địa lý
Xã Thuần Hưng nằm ở phía nam huyện Khoái Châu, có vị trí địa lý:
- Phía đông giáp huyện Kim Động
- Phía tây giáp giáp xã Chí Tân và Sông Hồng
- Phía nam giáp xã Thành Công
- Phía bắc giáp xã Đại Hưng.

Xã Thuần Hưng có diện tích 5,01 km², dân số năm 2019 là 6.995 người, mật độ dân số đạt 1.397 người/km².
Xã có con sông Giàn nối từ sông Hồng đến sông Cửu An, giữa sông Cửu An và sông Đào được ngăn cách bằng đập hình thành lên đường tỉnh lộ 205.
Hình ảnh sông Giàn và sông Cửu An là một trong những địa danh nổi tiếng được các Vua Nhà Nguyễn đúc trong Cửu đỉnh hiện được đặt trong Di tích Cố đô Huế.

## Hành chính
Xã Thuần Hưng được chia thành 5 thôn: 1, 2, 3, 4, 5.

## Lịch sử
Trước đây, Thuần Hưng là một xã thuộc huyện Châu Giang cũ.
Ngày 24 tháng 7 năm 1999, Chính phủ ban hành Nghị định số 60/1999/NĐ-CP về việc chuyển xã Thuần Hưng thuộc huyện Châu Giang cũ chuyển về huyện Khoái Châu mới tái lập quản lý.

## Di tích
Thuần Hưng được xác định là địa danh Đại Mang Bộ, là địa danh gần sông Hồng thuộc xã Thuần Hưng và các xã xung quanh thuộc tổng Đại Hưng theo tên cũ. Nơi đây là linh hồn của cuộc kháng chiến chống quân Nguyên Mông là Tổng hành dinh của Vua Trần Nhân Tông và Thượng Hoàng Trần Thái Tông, từ đây đưa ra những quyết sách quan trọng để Hưng Đạo Vương Trần Quốc Tuấn lãnh đạo quân và dân Đại Việt Tổng tấn công chiến thắng quân Nguyên Mông giữ yên và mở mang bờ cõi Việt Nam.
Cây đa Sài Thị thuộc thôn Sài Thị - xã Thuần Hưng là nơi thành lập chi bộ đảng Cộng sản Việt Nam đầu tiên của tỉnh Hưng Yên.
Sông Giàn - Thuần Hưng là Đầu nguồn của Sông Cửu An tiếp giáp với Sông Hồng là di tích lịch sử về tinh thần xây dựng và phát triển đất nước của người Việt. Hình ảnh sông Giàn được các vua Nhà Nguyễn khắc vào Cửu Đỉnh đặt tại Cố Đô Huế